# Giacomo Plezza
Giacomo Plezza (Cergnago, 28 dicembre 1806 – Arona, 4 settembre 1893) è stato un politico italiano.
Nominato senatore nel 1848 dal re Carlo Alberto, fu Vicepresidente del Consiglio divisionale di Novara, Presidente del Consiglio provinciale di Lomellina, Sindaco di Cergnago e Inviato straordinario e ministro plenipotenziario nel Regno delle Due Sicilie (26 dicembre 1848-16 maggio 1849).
Fu l'artefice di importanti opere d'irrigazione nella Lomellina; un canale che irriga vasti comprensori in provincia di Novara e di Pavia porta il suo nome.